# Crescentius van Jesi

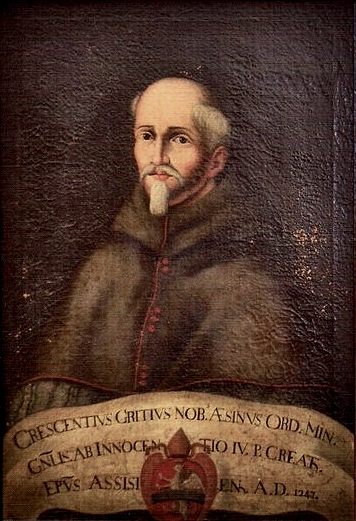
Crescentius van Jesi

Crescentius van Jesi (gestorven rond 1263), in het Latijn bekend als Crescentius de Aesio, was een Italiaans franciscaan en generale minister van de orde.

## Leven als franciscaan
Na studies in de rechten en medicijnen werd hij op latere leeftijd minderbroeder. Hij werd provinciale overste van de Marken en trad op tegen de zelanti of spiritualen. Van 1244 tot 1247 was hij de generale overste van de orde. Hij gaf opdracht om de verhalen over Franciscus van Assisi te verzamelen. Hierdoor ontstond de tweede levensbeschrijving van Franciscus, geschreven door Thomas van Celano. Crescentius was geen geliefde overste en had een zwakke gezondheid. Daarom riep Paus Innocentius IV in 1247 een generaal kapittel samen waarop Crescentius werd vervangen door Johannes van Parma.

## Tegenstand
Waarom Crescentius zo weinig populair was, is niet met zekerheid geweten. Volgens Angelus Clarenus was dit omdat hij de regel zo versoepelde, dat heel wat broeders zich beledigd voelden. Onder Crescentius zouden heel wat bouwprojecten opgezet worden in steden en gemeenten, zou een strijd gevoerd worden voor erfenissen en begrafenisrechten en zou het gebed verwaarloosd worden ten voordele van de studie van Aristoteles. Ze zouden een afvaardiging naar de paus sturen om dit aan te klagen. Crescentius kwam dit te weten en zond een snellere delegatie naar de paus om hem te overtuigen van het gelijk van Crescentius, wat ook lukte. De afvaardiging van de ontevredenen werd opgepakt en gestraft: heel wat broeders werden naar afgelegen provincies gestuurd en als onrustzaaiers bestempeld. Het is evenwel mogelijk dat Clarenus de gebeurtenissen achteraf in het kader van zijn eigen overtuigingen als spirituaal vertekend heeft neergeschreven. In 1245 schreef paus Innocentius IV de bul Ordinem vestrum, die verdere toelichting bij de franciscaanse regel gaf en versoepelingen toeliet. Deze bul zou geschreven zijn op vraag van Crescentius.